# Team Giant-Shimano/Saison 2014
Dieser Artikel listet Erfolge und Fahrer des Radsportteams Giant-Shimano in der Saison 2014 auf.

## Erfolge in der UCI World Tour
| Datum         | Rennen                          | Sieger         |
| ------------- | ------------------------------- | -------------- |
| 11. März      | 3. Etappe Paris–Nice            | John Degenkolb |
| 24. März      | 1. Etappe Volta a Catalunya     | Luka Mezgec    |
| 25. März      | 2. Etappe Volta a Catalunya     | Luka Mezgec    |
| 28. März      | 5. Etappe Volta a Catalunya     | Luka Mezgec    |
| 30. März      | Gent–Wevelgem                   | John Degenkolb |
| 10. Mai       | 2. Etappe Giro d’Italia         | Marcel Kittel  |
| 11. Mai       | 3. Etappe Giro d’Italia         | Marcel Kittel  |
| 1. Juni       | 21. Etappe Giro d’Italia        | Luka Mezgec    |
| 10. Juni      | 3. Etappe Critérium du Dauphiné | Nikias Arndt   |
| 5. Juli       | 1. Etappe Tour de France        | Marcel Kittel  |
| 7. Juli       | 3. Etappe Tour de France        | Marcel Kittel  |
| 8. Juli       | 4. Etappe Tour de France        | Marcel Kittel  |
| 27. Juli      | 21. Etappe Tour de France       | Marcel Kittel  |
| 13. August    | 3. Etappe Eneco Tour (EZF)      | Tom Dumoulin   |
| 26. August    | 4. Etappe Vuelta a España       | John Degenkolb |
| 27. August    | 5. Etappe Vuelta a España       | John Degenkolb |
| 4. September  | 12. Etappe Vuelta a España      | John Degenkolb |
| 10. September | 17. Etappe Vuelta a España      | John Degenkolb |
| 10. Oktober   | 1. Etappe Tour of Beijing       | Luka Mezgec    |

## Erfolge in der UCI America Tour
| Datum        | Rennen                    | Kat. | Fahrer          |
| ------------ | ------------------------- | ---- | --------------- |
| 2. September | Prolog Tour of Alberta    | 2.1  | Tom Dumoulin    |
| 4. September | 2. Etappe Tour of Alberta | 2.1  | Jonas Ahlstrand |

## Erfolge in der UCI Asia Tour
| Datum      | Rennen               | Kat. | Fahrer        |
| ---------- | -------------------- | ---- | ------------- |
| 6. Februar | 2. Etappe Dubai Tour | 2.1  | Marcel Kittel |
| 7. Februar | 3. Etappe Dubai Tour | 2.1  | Marcel Kittel |
| 8. Februar | 4. Etappe Dubai Tour | 2.1  | Marcel Kittel |

## Erfolge in der UCI Europe Tour
| Datum         | Rennen                                           | Kat. | Fahrer            |
| ------------- | ------------------------------------------------ | ---- | ----------------- |
| 9. Februar    | 5. Etappe Étoile de Bessèges (EZF)               | 2.1  | Tobias Ludvigsson |
| 5.–9. Februar | Gesamtwertung Étoile de Bessèges                 | 2.1  | Tobias Ludvigsson |
| 13. Februar   | 1. Etappe Tour Méditerranéen                     | 2.1  | John Degenkolb    |
| 14. Februar   | 2. Etappe Tour Méditerranéen                     | 2.1  | John Degenkolb    |
| 15. Februar   | 3. Etappe Tour Méditerranéen                     | 2.1  | John Degenkolb    |
| 21. März      | Handzame Classic                                 | 1.1  | Luka Mezgec       |
| 29. März      | 2. Etappe Critérium International (EZF)          | 2.HC | Tom Dumoulin      |
| 9. April      | Scheldeprijs                                     | 1.HC | Marcel Kittel     |
| 9. April      | 2. Etappe Circuit Cycliste Sarthe                | 2.1  | Jonas Ahlstrand   |
| 10. Mai       | 4. Etappe Quatre Jours de Dunkerque              | 2.HC | Thierry Hupond    |
| 25. Mai       | 2. Etappe World Ports Classic                    | 2.1  | Ramon Sinkeldam   |
| 12. Juni      | Grosser Preis des Kantons Aargau                 | 1.HC | Simon Geschke     |
| 19. Juni      | 2. Etappe Ster ZLM Toer                          | 2.1  | Marcel Kittel     |
| 25. Juni      | Niederländische Meisterschaft – Einzelzeitfahren | CN   | Tom Dumoulin      |
| 7. September  | 1. Etappe Tour of Britain                        | 2.HC | Marcel Kittel     |
| 14. September | 8b. Etappe Tour of Britain                       | 2.HC | Marcel Kittel     |
| 9. Oktober    | Paris–Bourges                                    | 1.1  | John Degenkolb    |

## Zugänge – Abgänge
| Zugänge                  | Team 2013                               | Abgänge           | Team 2014                   |
| ------------------------ | --------------------------------------- | ----------------- | --------------------------- |
| Dries Devenyns           | Omega Pharma-Quick Step                 | Patrick Gretsch   | AG2R La Mondiale            |
| Lawson Craddock          | Bontrager Cycling Team                  | William Clarke    | Drapac Professional Cycling |
| Sea Keong Loh            | OCBC Singapore Continental Cycling Team | Yann Huguet       | Karriereende                |
| Chad Haga                | Optum-Kelly Benefit Strategies          | François Parisien | Karriereende                |
| Daan Olivier             | Rabobank Development Team               | Xing Yandong      | Unbekannt                   |
| Brian Bulgaç (ab 1. Mai) | Parkhotel Valkenburg Continental        |                   |                             |

## Mannschaft
| Name                        | Geburtstag         | Nationalität        |              |
| --------------------------- | ------------------ | ------------------- | ------------ |
| Jonas Ahlstrand             | 16. Februar 1990   | Schweden            |              |
| Nikias Arndt                | 18. November 1991  | Deutschland         |              |
| Warren Barguil              | 28. Oktober 1991   | Frankreich          |              |
| Brian Bulgaç                | 7. April 1988      | Niederlande         |              |
| Lawson Craddock             | 20. Februar 1992   | Vereinigte Staaten  |              |
| Roy Curvers                 | 27. Dezember 1979  | Niederlande         |              |
| Thomas Damuseau             | 18. März 1989      | Frankreich          |              |
| Bert De Backer              | 2. April 1984      | Belgien             |              |
| John Degenkolb              | 7. Januar 1989     | Deutschland         |              |
| Dries Devenyns              | 22. Juli 1983      | Belgien             |              |
| Tom Dumoulin                | 11. November 1990  | Niederlande         |              |
| Johannes Fröhlinger         | 9. Juni 1985       | Deutschland         |              |
| Simon Geschke               | 13. März 1986      | Deutschland         |              |
| Chad Haga                   | 26. August 1988    | Vereinigte Staaten  |              |
| Thierry Hupond              | 10. November 1984  | Frankreich          |              |
| Reinardt Janse van Rensburg | 3. Februar 1989    | Südafrika           |              |
| Cheng Ji                    | 15. Juli 1987      | Volksrepublik China |              |
| Marcel Kittel               | 11. Mai 1988       | Deutschland         |              |
| Koen de Kort                | 8. September 1982  | Niederlande         |              |
| Sea Keong Loh               | 2. November 1986   | Malaysia            |              |
| Tobias Ludvigsson           | 22. Februar 1991   | Schweden            |              |
| Luka Mezgec                 | 27. Juni 1988      | Slowenien           |              |
| Daan Olivier                | 24. November 1992  | Niederlande         |              |
| Thomas Peterson             | 24. Dezember 1986  | Vereinigte Staaten  |              |
| Georg Preidler              | 17. Juni 1990      | Österreich          |              |
| Ramon Sinkeldam             | 9. Februar 1989    | Niederlande         |              |
| Matthieu Sprick             | 29. September 1981 | Frankreich          |              |
| Tom Stamsnijder             | 15. Mai 1985       | Niederlande         |              |
| Albert Timmer               | 13. Juni 1985      | Niederlande         |              |
| Tom Veelers                 | 14. September 1984 | Niederlande         |              |
| Stagiaires                  | Stagiaires         | Nationalität        | Nationalität |
| Steven Lammertink           | Steven Lammertink  | Niederlande         |              |
| Fredrik Ludvigsson          | Fredrik Ludvigsson | Schweden            |              |